# Lumbrinerides dayi
Lumbrinerides dayi är en ringmaskart som beskrevs av Perkins 1979. Lumbrinerides dayi ingår i släktet Lumbrinerides och familjen Lumbrineridae. Inga underarter finns listade i Catalogue of Life.